# Richard Branson

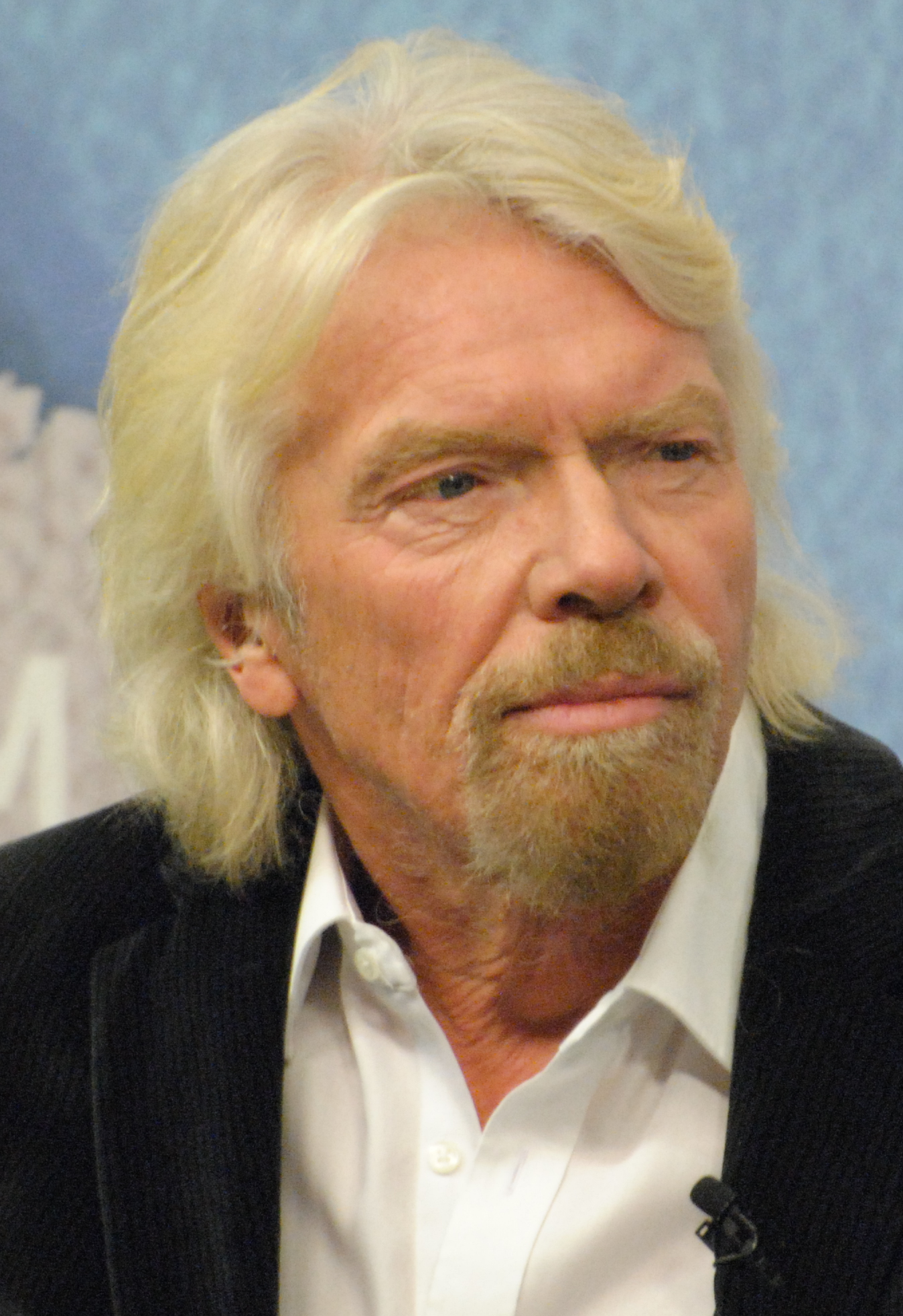
Richard Branson (2015)

Sir Richard Charles Nicholas Branson (* 18. Juli 1950 in Blackheath, London) ist ein britischer Unternehmer. Sein Mischkonzern Virgin Group ist in Telekommunikationsunternehmen, der Musikindustrie, Luftfahrt und als Eisenbahnanbieter tätig. Nach 16 Jahren Entwicklung erhielt seine Virgin Galactic 2021 eine Lizenz für Flüge an den Rand des Weltraums.

## Kindheit und Jugend
Branson wurde in Blackheath, London, als ältestes von drei Kindern von Eve Branson (1924–2021), einer vormaligen Balletttänzerin, und Edward James Branson (1918–2011), einem Rechtsanwalt, geboren. Branson hat zwei jüngere Schwestern. Sein Großvater, Sir George Arthur Harwin Branson (1871–1951), war Richter am High Court of Justice. Branson hatte aufgrund seiner Legasthenie während seiner Schulzeit sehr schlechte Noten. Laut Bransons eigener Aussage sagte ihm sein Schuldirektor an seinem letzten Schultag, er werde entweder im Gefängnis enden oder Millionär werden.

## Unternehmerische Tätigkeit

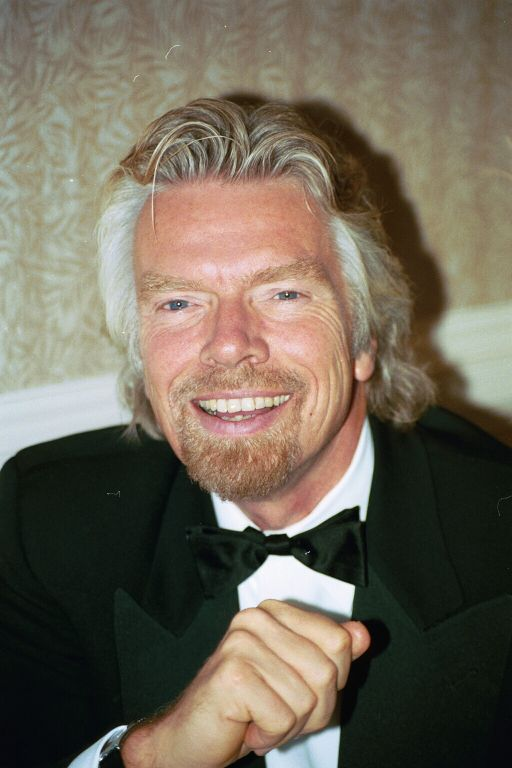
Richard Branson (2001)

In der Mittelschule gab Branson mit einigen Mitstreitern ab 1967 eine Schülerzeitung namens Student heraus, die jedoch trotz der Unterstützung namhafter Autoren wie John le Carré oder Jean-Paul Sartre ein wirtschaftlicher Misserfolg war. Er verließ die Schule ohne Abschluss.
1970 gründete er sein erstes Unternehmen, das den Namen Virgin trug und Schallplatten versandte, später aber auch Plattenläden betrieb.
1971 kam er mit dem Gesetz in Konflikt, als er durch Zufall herausbekam, dass man die Steuer angeblich umgehen konnte, wenn man Schallplatten nach Belgien exportierte, sie aber sofort wieder einführte. Dies brachte ihm jedoch eine hohe Geldstrafe ein.
1972 folgte die Gründung der Manor Studios in Oxfordshire. Branson nahm den bis dahin relativ unbekannten Bassisten der „Kevin Ayers Group“, Mike Oldfield, unter Vertrag. Dessen erste Schallplatte Tubular Bells erschien 1973 und wurde über 5 Millionen Mal verkauft. Dieser finanzielle Erfolg war der Grundstein für sämtliche weiteren unternehmerischen Tätigkeiten von Branson. Er gründete und beteiligte sich an weiteren Unternehmen, die alle unter der Marke Virgin firmierten, so zum Beispiel die Fluglinie Virgin Atlantic Airways ab 1984, der Eisenbahnbetreiber Virgin Rail Group ab 1997 und das Raumfahrtunternehmen Virgin Galactic ab 2004.
Der Gesamtumsatz der Virgin Group im Jahr 2002 betrug 4 Milliarden Pfund Sterling. Im Februar 2007 gab er bekannt, dass die Virgin Group mit dem britischen Unternehmen Game Domain International plc (GDI) eine Plattform zur Distribution von Spielen durch Streaming statt Download namens A World Of My Own (AWOMO) ins Netz setzen werde, die den PC-Spiele-Markt revolutionieren sollte. Anfang Februar 2008 gab Branson ein Angebot für die angeschlagene britische Bank Northern Rock ab. Im Dezember 2009 stellte er das SpaceShipTwo vor, ein Raumflugzeug für private Kurzausflüge ins All. Ab den 2010er-Jahren engagierte er sich in der Entwicklung des Überschallflugzeugs Boom Overture und stellte 2020 die Entwicklung eines Mach-3-Geschäftsreiseflugzeugs in Aussicht. Branson hatte damals nach deren Stilllegung auch die sieben British-Airways-Concordes zu kaufen versucht. Er hatte sie in der eigenen Fluggesellschaft weiterbetreiben wollen.
Ende 2009 beteiligte sich Branson am britischen Rennstall Manor Grand Prix, der einen Startplatz für die Formel-1-Saison 2010 erhalten hatte.

## Vermögen
Bransons privates Vermögen wurde im Oktober 2019 auf rund 4 Milliarden US-Dollar geschätzt.

## Politisches Wirken
Neben den kommerziellen gründete Richard Branson auch karitative Unternehmen wie die Virgin Healthcare Foundation, die sich insbesondere für AIDS-Prophylaxe und für die Einschränkung von Werbung und Sponsoring von Tabakfirmen im Sport engagiert. Er setzt sich zudem für einen konsequenten Klimaschutz ein.
Für seine Leistungen als Unternehmer („services to entrepreneurship“) wurde Branson im Dezember 1999 zum Knight Bachelor ernannt und von Königin Elisabeth II. zum Ritter geschlagen. Er führt seither den Namenszusatz „Sir“.
Ebenfalls 1999 begann Peter Gabriel ein Gespräch mit Richard Branson über die Notwendigkeit einer neuen Versammlung von Weltführern für unser zunehmend vernetztes globales Dorf. Sie brachten die Idee für eine solche Gruppe, die sie „The Elders“ nannten, zu dem Mann, der die von ihnen gesuchten Führungsqualitäten verkörperte – Nelson Mandela. 2007 gründete Mandela zusammen mit Desmond Tutu und anderen weltweit bekannten ehemaligen Amtsträgern die Gruppe The Elders, in der rund zehn ältere, angesehene Personen aus verschiedenen Kontinenten vertreten sind. Deren Ziel ist die Mithilfe bei der Lösung globaler Probleme. Tutu war der erste Vorsitzender der Elders und wurde nach dem Ende seiner Amtszeit 2013 zum Ehrenmitglied ernannt. Mandela war ebenfalls Ehrenmitglied der Elders. Peter Gabriel nennt Nelson Mandela und Desmond Tutu und The Elders in dem Liedtext des Liedes Live and Let Live, das 2023 auf dem Album i/o erschien als Vorbilder dafür. Das Lied hat Vergebung zum zentralen Thema. Gabriel beruft sich dabei auf die genannten Personen und ihre Ideen und Aussagen in diesem Zusammenhang.
Am 21. September 2006 kündigte Branson an, dass er künftig rund drei Milliarden US-Dollar in erneuerbare Energien investieren wolle. 2010 stellte seine Non-Profit-Organisation Carbon War Room die Datenbank Shippingefficiency vor, die Treibhausgase vermeiden helfen soll. Bis zum September 2014 hat Branson mit Investitionen von deutlich unter 300 Millionen US-Dollar weniger als ein Zehntel seines Versprechens von 2006 umgesetzt. Im Jahr 2014 ging Carbon War Room im Rocky Mountain Institute auf.
Im Jahr 2008 kündigte Branson die Virgin Earth Challenge an und lobte einen 25 Mio. US$-Preis aus für diejenigen aus, die ein wirtschaftliches Verfahren zur Entfernung von CO2 aus der Atmosphäre und dauerhaften Speicherung demonstrieren würden (→ Carbon dioxide removal). Unter 2600 Bewerbern wurden elf Finalisten ausgewählt und am 2. November 2011 vorgestellt. Der Preis wurde jedoch nie verliehen; laut Virgin ist der Wettbewerb eingestellt worden, keiner der Teilnehmer hätte ein den Bedingungen entsprechendes Verfahren vorstellen können. Die niederländische Zeitung de Volkskrant schrieb 2020, dass keiner der Teilnehmer von Virgin finanzielle oder andere konkrete Unterstützung erhalten habe.
Für seine Unterstützung der Präsidentin von Costa Rica, Laura Chinchilla, bei der Verbesserung des Schutzes von Haien in Mittelamerika, wurde ihm 2013 durch die Organisation Sharkproject die Auszeichnung SharkGUARDIAN of the Year verliehen.
In Bezug auf die Diskussionen um einen möglichen Austritt des Vereinigten Königreichs aus der Europäischen Union („Brexit“) sprach sich Branson wiederholt nachdrücklich für ein Verbleiben in der EU aus.
2016 nahm Branson zur Drogenproblematik Stellung und äußerte, der „Krieg gegen Drogen“ sei „grandios gescheitert“ und „eine Verschwendung von Geld, Ressourcen und Leben“. Er plädierte, die Regierungen sollten die Drogenmärkte stattdessen „vernünftig kontrollieren“, was – dem Beispiel Portugals folgend – einen starken Rückgang der Zahl der Drogentoten und HIV-Neuinfektionen bewirke. Auch gäbe es keinen Beweis dafür, dass Legalisierung und Regulierung zu mehr Drogenkonsum führten.
Zum 22. Februar 2019 kündigte Branson per YouTube-Clip ein Konzert namens Venezuela Aid Live in Cúcuta – einer kolumbianischen Grenzstadt zu Venezuela – an. Damit wolle er innerhalb von 60 Tagen 100 Mio. US-Dollar an Spendengeldern einsammeln. Laut Bransons Angaben hatte ihn der selbst ernannte venezolanische Interimspräsident Juan Guaidó um diese Unterstützung für die notleidende Bevölkerung in Venezuela gebeten.

## Weitere Aktivitäten
Am 1. April 1989 fuhr Richard Branson als Aprilscherz in einem Heißluftballon in Form eines UFOs über London, was einigen Aufruhr unter Offiziellen und Zivilisten verursachte. Branson unternahm auch auf der Suche nach dem „ultimativen Abenteuer“ mehrere Weltrekordversuche in verschiedenen Disziplinen:
- 1986: Schnellste Atlantiküberquerung per Schiff mit der „Virgin Atlantic Challenger II“
- 1987: Erste Heißluftballonüberquerung des Atlantiks mit dem „Virgin Atlantic Flyer“
- 1991: Erste Heißluftballonüberquerung des Pazifiks mit dem „Virgin Pacific Flyer“
- 1995–1998: Mehrere Versuche, die Erde per Ballon zu umrunden. 1998 gelang ihm schließlich ein Rekordflug von Marokko ostwärts bis nach Hawaii, er musste den Flug aber dort wegen schlechten Wetters abbrechen. Im Rennen um die Welt unterlag er 1999 schließlich Bertrand Piccard und Brian Jones, half diesen aber in sehr sportlicher Manier, als sie Probleme mit Überfluggenehmigungen für Iran, Irak und China bekommen hatten; Branson hatte seinen Versuch bereits beim Start in der marokkanischen Wüste abbrechen müssen.
- 2004: Schnellste Überquerung des Ärmelkanals mit einem Amphibienfahrzeug.
- 2012: Ältester, der den Ärmelkanal mittels Kitesurfen überquert (sein Sohn war der schnellste Kitesurfer).

Auch startete er 2004 die Fernseh-Reality-Show The Rebel Billionaire, die ein ähnliches Konzept hatte wie The Apprentice von Donald Trump. Die Bewerber in seiner Show konkurrierten um einen Job im „Virgin Empire“.
In der Serie Friends spielte er einen Souvenirhändler in London (4. Staffel, 23. Folge). Er spielte sich selbst in einer Folge von Baywatch. 2004 hatte er einen Cameo-Auftritt in dem Film In 80 Tagen um die Welt (in Paris wird ihm ein Heißluftballon entwendet), ebenso 2006 als Co-Sponsor in dem James-Bond-Film Casino Royale als Passagier an der Fluggastkontrolle. 2010 spielte er sich selbst in der Fernsehserie Entourage.
Im Frühling 2011 stellte Branson das Tauchboot Virgin Oceanic vor, mit dessen Hilfe bis zu den tiefsten Stellen der irdischen Ozeane – wie etwa dem Marianengraben – hinabgetaucht werden sollte. Er selbst wollte den Puerto-Rico-Graben besuchen, den tiefsten Ort im Atlantik. Das Projekt wurde jedoch 2014 gestoppt. Der texanische Investor Victor Vescovo griff die Idee auf und ließ ein Tauchboot namens Limiting Factor bauen, mit dem er sich zu den fünf tiefsten Stellen der Ozeane, den Five Deeps, bringen ließ.
Am 22. August 2011, als der Hurrikan Irene tobte, wurde Bransons „Great House“ auf Necker Island vom Blitz getroffen; es brannte bis auf die Grundmauern nieder. Anwesende kamen nicht zu Schaden, Bransons Mutter wurde von Schauspielerin Kate Winslet auf dem Rücken herausgetragen. Die für Dezember geplante Hochzeit seiner Tochter mit Freddie Andrewes fand wie geplant auf Necker Island statt.
Infolge einer verlorenen Wette servierte Branson am Samstag, dem 11. Mai 2013, während des AirAsia-Fluges von Perth nach Kuala Lumpur Getränke. Dazu ließ er sich die Beine rasieren, zog eine rote Stewardess-Uniform an und erhielt ein auffälliges Make-up. Der Erlös aus dem Flug wurde der australischen Starlight Foundation gespendet, die kranke Kinder unterstützt.
Branson wurde für den New York City ePrix 2017 vom DS Virgin Racing Formula E Team, das zur Virgin Group gehört, als Ersatzfahrer nominiert. Dies wurde jedoch in den Medien als PR-Gag wahrgenommen, da Branson nicht über die für einen Start erforderliche Rennlizenz verfügt.
Im Sommer 2021 wetteiferte Branson mit Jeff Bezos um den ersten touristischen Weltraumflug von amerikanischem Boden. Der Termin am 20. Juli von Bezos war seit längerem bekannt. Virgin Galactic startete am 11. Juli 2021 den Flug Unity22 mit dem Raketenflugzeug VSS Unity.
Der Flug erreichte eine Höhe von 282.000 Fuß (rund 86 Kilometer).
Am 2021 erschienenen Dokumentarfilm Eating Our Way to Extinction ist Branson beteiligt.

## Persönliches
Branson lebt in London, auf seinem Landsitz in Oxfordshire und auf seiner kleinen Privatinsel Necker Island in der Karibik. Er ist verheiratet und hat drei Kinder.

## Trivia
Auf dem Album Amarok des Musikers Mike Oldfield von 1990 findet sich ein gemorster „Abschiedsgruß“ an den Inhaber seiner bisherigen Plattenfirma: „Fuck off rb“. Mit RB ist Richard Branson, der Besitzer von Virgin Records, gemeint.

## Veröffentlichungen
Branson veröffentlichte auch einige Bücher:
- Business ist wie Rock ‘n’ Roll. Die Autobiographie des Virgin-Gründers. (Original Losing my Virginity.) Aus dem Englischen von Patricia Künzel. Campus-Verlag, Frankfurt/Main 1999, ISBN 3-593-36169-8
- Sir Richard Branson, the Autobiography. Aufgezeichnet von Karen Holmes. Pearson Education, Harlow 2002, ISBN 0-582-51224-7
- Screw it, let’s do it. Lessons in life. Virgin, London 2006, ISBN 0-7535-1099-5
  - Geht nicht, gibt’s nicht. Börsenmedien, Kulmbach 2009, ISBN 978-3-938350-89-8 (Übersetzung von Screw it, let’s do it durch Christina Jacobs)
- Business Stripped Bare. Virgin Books, London 2008, ISBN 978-0-7535-1502-0
- Screw Business as Usual. Random House UK, London 2011, ISBN 978-0-7535-3979-8
- Like a Virgin. books4success, 2013, ISBN 3-86470-088-4

## Auszeichnungen (Auswahl)
- 1999: Knight Bachelor
- 2010: Deutscher Medienpreis
- Branson wird in der „Think Different“-Kampagne von Apple gewürdigt
- 2013: Ehrendoktortitel der Technischen Universität Kaunas
- 2018: Ehrung mit dem 2647. Stern auf dem Hollywood Walk of Fame[37]